# تومى نونان
تومى نونان (بالإنجليزية: Tommy Noonan)‏ (و. 1921 – 1968 م) هو مخرج أفلام، وكاتب سيناريو، وممثل أفلام، وممثل مسرحي، ومنتج أفلام، ومؤدي أمريكي، ولد في بيلينغام، توفي في وودلاند هيلز، عن عمر يناهز 47 عاماً، بسبب سرطان الدماغ.

## وصلات خارجية
- تومى نونان على موقع IMDb (الإنجليزية)
- تومى نونان على موقع ألو سيني (الفرنسية)
- تومى نونان على موقع تيرنر كلاسيك موفيز (الإنجليزية)
- تومى نونان على موقع أول موفي (الإنجليزية)
- تومى نونان على موقع قاعدة بيانات برودواي على الإنترنت (الإنجليزية)
- تومى نونان على موقع قاعدة بيانات الأفلام السويدية (السويدية)
- تومى نونان على موقع إن إن دي بي (الإنجليزية)
- تومى نونان على موقع قاعدة بيانات الفيلم (الإنجليزية)
- تومى نونان على موقع كينوبويسك (الروسية)